# Município de Green (condado de Hamilton, Ohio)
Localização do Ohio nos E.U.A.
O município de Green (em inglês: Green Township) é um município localizado no condado de Hamilton no estado estadounidense de Ohio. No ano de 2010 tinha uma população de 58 370 habitantes e uma densidade populacional de 810,03 pessoas por km².

## Geografia
O município de Green encontra-se localizado nas coordenadas 39° 09′ 54″ N, 84° 38′ 34″ O. Segundo a Departamento do Censo dos Estados Unidos, o município tem uma superfície total de 72.06 km², da qual 72.06 km² correspondem a terra firme e (0%) 0 km² é água.

## Demografia
Segundo o censo de 2010, tinha 58 370 pessoas residindo no município de Green. A densidade populacional era de 810,03 hab./km².